# Diprora mauritiana
Diprora mauritiana är en insektsart som beskrevs av Williams 1976. Diprora mauritiana ingår i släktet Diprora och familjen Derbidae. Inga underarter finns listade i Catalogue of Life.